# 大哈特
大哈特是奥地利施蒂利亚州哈特贝格县的一个市镇。总面积10.64平方公里，总人口637人，人口密度59.9人/平方公里（2005年）。